# 3. meridijan (istok)
3. istočni meridijan meridijan je koji je tri stupnja istočno od nultog (griničkog). Presijeca Arktički ocean, Atlantski ocean, Europu, Afriku, Južni ocean i Antarktiku. Tvori ortodromu sa 177. zapadnim meridijanom.
Kao i kod svih meridijana, dužina mu je polovica obujma Zemlje, tj. 20.003,932 km, a od nultog je udaljen 334 km.

## Od pola do pola
Počevši od Sjevernog pola i idući ravno prema Južnom, ovaj meridijan prolazi kroz sljedeće lokacije ili vrlo blizu njih:
| Koordinate                       | Država, teritorij ili more | Napomene |
| -------------------------------- | -------------------------- | --- |
| 90°0′N 3°0′E / 90.000°N 3.000°E  | Arktički ocean             | |
| 81°29′N 3°0′E / 81.483°N 3.000°E | Atlantski ocean            | |
| 61°0′N 3°0′E / 61.000°N 3.000°E  | Sjeverno more              | |
| 51°16′N 3°0′E / 51.267°N 3.000°E | Belgija                    | |
| 50°46′N 3°0′E / 50.767°N 3.000°E | Francuska                  | Zapadno od Lillea (na 50°38′N 3°3′E / 50.633°N 3.050°E) i kroz Narbonne (na 43°11′N 3°0′E / 43.183°N 3.000°E) |
| 42°29′N 3°0′E / 42.483°N 3.000°E | Španjolska                 | |
| 41°46′N 3°0′E / 41.767°N 3.000°E | Sredozemno more            | |
| 39°55′N 3°0′E / 39.917°N 3.000°E | Španjolska                 | Mallorca |
| 39°18′N 3°0′E / 39.300°N 3.000°E | Sredozemno more            | Istočno od otoka Cabrere (Baleari)                                                                            |
| 36°49′N 3°0′E / 36.817°N 3.000°E | Alžir                      | Zapadno od grada Alžira                                                                                       |
| 19°56′N 3°0′E / 19.933°N 3.000°E | Mali                       | |
| 15°21′N 3°0′E / 15.350°N 3.000°E | Niger                      | |
| 12°16′N 3°0′E / 12.267°N 3.000°E | Benin                      | |
| 9°4′N 3°0′E / 9.067°N 3.000°E    | Nigerija                   | |
| 6°24′N 3°0′E / 6.400°N 3.000°E   | Atlantski ocean            | Zapadno od otoka Bouveta (pripada Norveškoj)                                                                  |
| 60°0′S 3°0′E / 60.000°S 3.000°E  | Južni ocean                | |
| 69°57′S 3°0′E / 69.950°S 3.000°E | Antarktika                 | Zemlja kraljice Maud (pravo polaže Norveška)                                                                  |